# Martin Kiptoo Lel

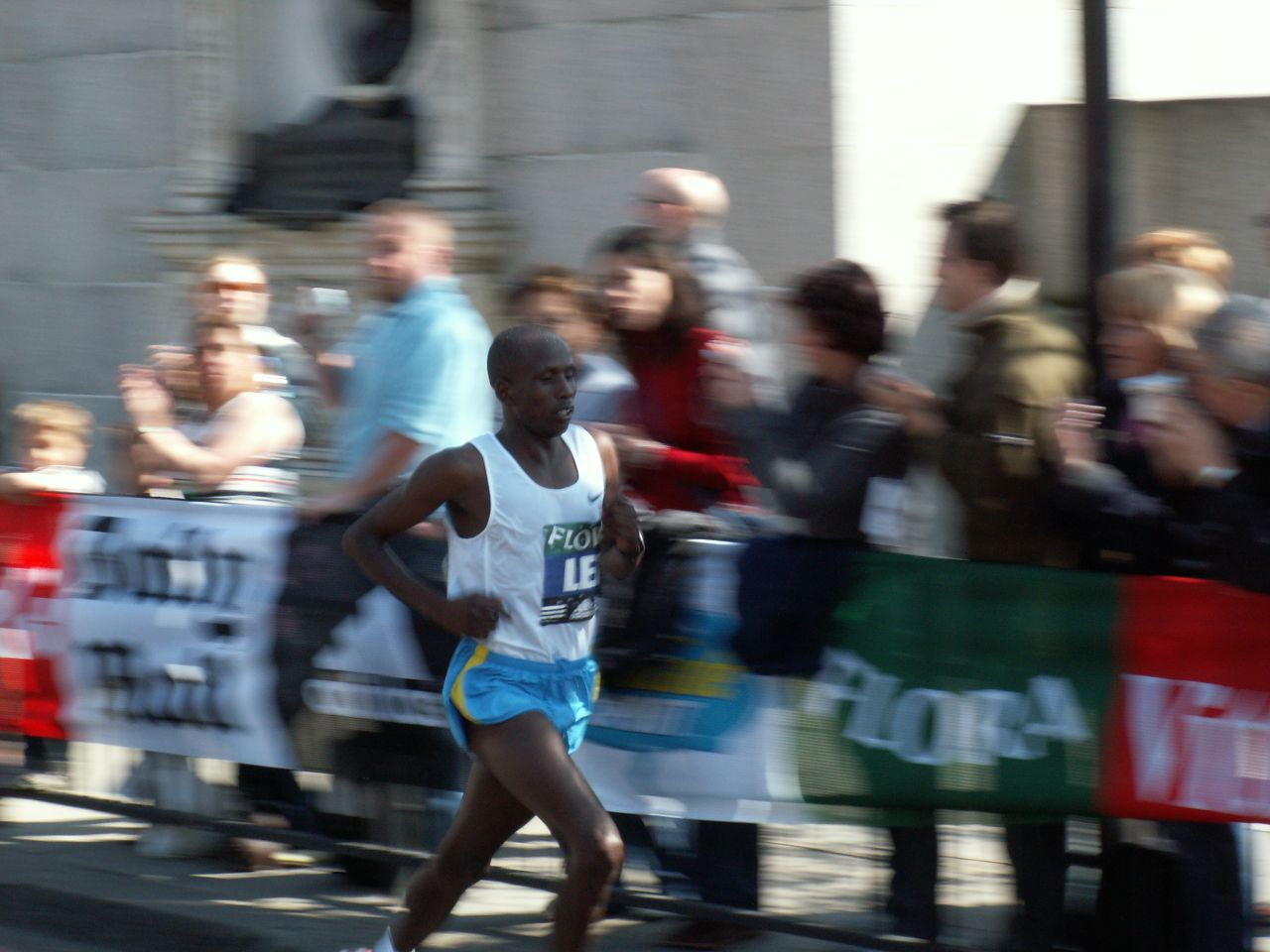
Martin Kiptoo Lel beim London-Marathon 2005

Martin Kiptoo Lel (* 29. Oktober 1978) ist ein kenianischer Langstreckenläufer, der sich auf den Marathon spezialisiert hat. 
2002 wurde er Zweiter beim Venedig-Marathon.
Im Jahr darauf wurde er zunächst Dritter beim Boston-Marathon und siegte dann bei den  Halbmarathon-Weltmeisterschaften in Vilamoura in 1:00:49 h und beim New-York-City-Marathon in 2:10:30 h.
Am erfolgreichsten war er jedoch bislang beim London-Marathon. 2005 gewann er in 2:07:26 h, über zweieinhalb Minuten unter seiner damaligen Bestzeit, und 2006 wurde er ebendort in 2:06:41 h Zweiter mit zwei Sekunden Rückstand auf Felix Limo.
2007 gewann er sowohl den London-Marathon in 2:07:41 h wie auch den New-York-City-Marathon in 2:09:04 h. In beiden Rennen verwies er Abderrahim Goumri auf den zweiten Platz.
2008 gewann er zum dritten Mal in London mit dem Streckenrekord von 2:05:15 h. Er ist damit der viertschnellste Läufer über die 42,195-km-Distanz (Stand: Ende März 2009). Bei den Olympischen Spielen in Peking belegte er den fünften Platz in einer Zeit von 2:10:24 h. Mit diesen Erfolgen sicherte er sich den Sieg bei der World-Marathon-Majors-Serie 2007/08.
2009 siegte er zum dritten Mal nach 2003 und 2006 beim Lissabon-Halbmarathon und zum zweiten Mal nach 2007 beim Great North Run.